# Craig Olejnik

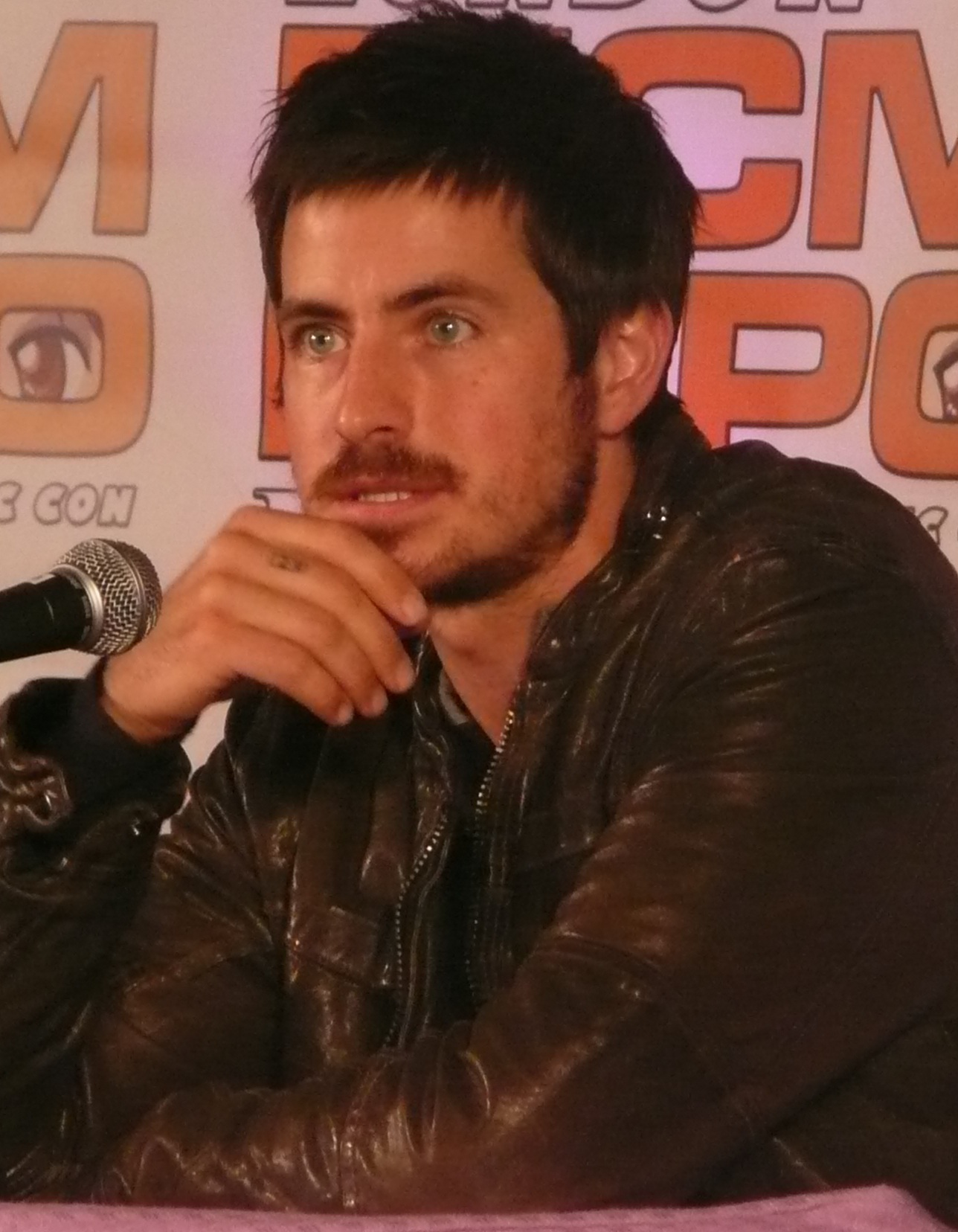
Craig Olejnik, 2011

Craig Olejnik (* 1. Juni 1979 in Halifax, Nova Scotia) ist ein kanadischer Schauspieler.

## Leben
Sein Debüt hatte Olejnik im Alter von 14 Jahren im Film Das Ende aller Träume. Danach spielte er in den Filmen 13 Geister und einigen TV-Serien mit. Er erhielt eine Hauptrolle in der TV-Serie The Listener – Hellhörig, die in Deutschland bei RTL II läuft. Darin spielt er einen Rettungssanitäter mit einer telepathischen Gabe. Zusammen mit Larry Bain wirkte er in Interview mit einem Zombie (Interview With A Zombie) als Regisseur, Drehbuchautor, Produzent und Darsteller.

## Filmografie
- 1995: Das Ende aller Träume (Margaret’s Museum)
- 1999: Sleeping Beauty (Teen Sorcery)
- 2001: Fionas Website (So Weird)
- 2001: 13 Geister (Thir13een Ghosts)
- 2001: Wolf Lake
- 2002: Flower & Garnet
- 2005: Interview With A Zombie
- 2006: Obituary
- 2006–2008: Runaway (Fernsehserie, 7 Folgen)
- 2007: In God’s Country
- 2009–2014: The Listener – Hellhörig (The Listener, Fernsehserie, 65 Folgen)
- 2009: The Timekeeper
- 2013: Republic of Doyle – Einsatz für zwei (Republic of Doyle, Fernsehserie, 1 Folge)
- 2013: Haven (Fernsehserie, 1 Folge)
- 2011: Murdoch Mysteries (Fernsehserie, 1 Folge)
- 2017: Real Detective
- 2017: Girlfriends’ Guide to Divorce (Fernsehserie, 3 Folgen)